# Tolmomyias flaviventris
El picoplano pechiamarillo (en Colombia) (Tolmomyias flaviventris), también denominado picoancho pechiamarillo (en Ecuador y Panamá), pico-ancho de pecho amarillo (en Perú) o pico chato amarillento (en Venezuela), es una especie de ave paseriforme de la familia Tyrannidae perteneciente al género Tolmomyias. Es nativo del norte, centro noreste y este de América del Sur, del extremo oriental de América Central y de Trinidad y Tobago. 

## Distribución y hábitat
Se distribuye ampliamente desde el extremo este de Panamá, a través del norte y este de Colombia, hacia el este por la mayor parte de Venezuela, Guyana, Surinam, Guayana Francesa, y también en Trinidad y Tobago; hacia el sur  por en centro y oriente de la Amazonia brasileña, noreste y faja costera del este de Brasil.
Esta especie es considerada común en una variedad de hábitats naturales, que incluyen bosques ligeros y en galería y bordes de bosques de várzea, árboles de las sabanas, cerrados, caatingas, manglares y jardines, desde el nivel del mar hasta los 1100 m de altitud.

## Descripción
Mide 12,7 cm de longitud y pesa 11,3 g. La cabeza y partes superiores son de color verde oliva con las alas y la cola más oscuras y con los bordes de las plumas de color amarillo y dos barras amarillas en cada ala. La garganta, el pecho y anillo ocular son dorados, los lores son de color ocre, y el abdomen es amarillo opaco. El pico es aplanado lateralmente, y es de color negro arriba y blanco abajo.

## Comportamiento
Tiene hábitos semejantes a Tolmomyias sulphurescens, posa erecto, no levanta la cola; da vuelos cortos para capturar insectos en las hojas y vuelve a su percha. Solo o en pareja. Es más arborícola y no se junta a bandadas mixtas. Puede ser sintópica con otros congéneres en su vasta zona de distribución.

### Alimentación
Se alimenta básicamente de insectos.

### Reproducción
Construye un nido con forma de botella, hecho de fibras vegetales y suspendido de una rama, por lo general cerca de un nido de avispas, que supuestamente le proporcionan cierta protección contra los depredadores. La hembra pone dos o tres huevos de color blanco cremoso o rosáceo, con manchas color púrpura, sobre todo en el extremo más grande; la hembra los incuba durante 17 días.

### Vocalización
El canto es un «chii-ip!» sonoro y bien agudo, repetido a intervalos de algunos segundos, a veces en una serie ascendiente.

## Sistemática

### Descripción original
La especie T. flaviventris fue descrita por primera vez por el naturalista alemán Maximilian zu Wied-Neuwied en 1831 bajo el nombre científico Muscipeta flaviventris; la localidad tipo es «sur de Bahia, Brasil».

### Etimología
El nombre genérico masculino «Tolmomyias» se compone de las palabras del griego «tolma, tolmēs» que significa ‘coraje’, ‘audacia’, y «muia, muias» que significa ‘mosca’; y el nombre de la especie «flaviventris» se compone de las palabras del latín «flavus»  que significa ‘amarillo’, y «venter, ventris» que significa ‘vientre’.

### Taxonomía
Las relaciones dentro del género son inciertas, pendientes de completarse estudios genéticos más amplios. La ahora especie Tolmomyias viridiceps fue tradicionalmente tratada como conespecífica con la presente como el grupo politípico de subespecies viridiceps del oeste de la Amazonia (viridiceps, zimmeri, subsimilis). Diversos autores, como Bates et al (1992), Hilty (2003) y Ridgely & Tudor (2009) y clasificaciones ya consideraban a T. flaviventris y T. viridiceps, como especies separadas, con base en significativas diferencias de vocalización y de plumaje, lo que fue finalmente seguido por las principales clasificaciones. El Comité de Clasificación de Sudamérica (SACC) aguarda una propuesta para analizar el reconocimiento.
Sin embargo, los límites taxonómicos de todas las subespecies están pobremente delineados. Los taxones denominados borbae, de Borba (Río Madeira, en Brasil), considerado como un cruzamiento entre viridiceps y la presente; collingwoodi, descrita desde Trinidad, está incluida dentro de aurulentus.

### Subespecies
Según las clasificaciones del Congreso Ornitológico Internacional (IOC) y Clements Checklist/eBird se reconocen tres subespecies, con su correspondiente distribución geográfica:
- Tolmomyias flaviventris aurulentus (Todd, 1913) - este de Panamá, norte y este de Colombia, norte y centro de Venezuela, Trinidad y Tobago, las Guayanas y norte de Brasil (Río Branco hacia el este hasta el norte de Pará y Amapá).
- Tolmomyias flaviventris dissors J.T. Zimmer, 1939 - suroeste de Venezuela y noreste de Brasil (norte de Pará cerca del río Jamundá, y desde el oeste del río Tapajós hacia el este hasta el río Tocantins e isla de Marajó).
- Tolmomyias flaviventris flaviventris (Wied-Neuwied, 1831) - este de Brasil al sur del río Amazonas (Maranhão al sur hasta Mato Grosso y Río de Janeiro) y este de Bolivia (noreste de Santa Cruz).